# 죽수절제아문
죽수절제아문(竹樹節制衙門)은 대한민국 전라남도 화순군 능주면 석고리에 있는 건축물이다. 1984년 2월 29일 전라남도의 문화재자료 제61호로 지정되었다.

## 개요
조선시대 능주지방에 파견된 지방관이 업무를 보던 건물인 녹의당의 정문이다.
선조 32년(1599)에 문을 수리했다는 기록으로 보아, 능주목사로 부임한 정윤이 녹의당을 지을 때 함께 지은 것으로 보인다.
앞면 3칸·옆면 2칸 규모이며, 지붕은 옆면에서 볼 때 여덟 팔(八)자　모양인 팔작지붕이다．지붕 처마를 받치기 위해 장식하여 만든 공포는 간결하게 짜여 있다.
건물에는 당대의 문필가인 정이(1568∼1625)가 쓴 현판이 걸려 있다.
죽수절제아문은 전라남도에서 보기 드문 구조를 가진 간결하고 아름다운 건물이다.

## 참고 문헌
- 죽수절제아문 - 국가유산청 국가유산포털